# Eoin Ó Broin
Eoin Ó Broin [ˈoːnʲ oː ˈbˠɾˠɪnʲ] (Dublín, 11 de setembre de 1972) és un polític i escriptor irlandès del Sinn Féin que ha estat Teachta Dála per a la circumscripció de Dublin Mid-West des de les eleccions al Dáil Éireann de 2016. Ó Broin és la parella de la senadora del Sinn Féin Lynn Boylan.

## Trajectòria
Ó Broin és de Cabinteely, al comtat de Dublín. Va estudiar al Blackrock College, es va llicenciar en Estudis Culturals per la Universitat d'East London i després va fer un màster en Política Irlandesa a la Queen's University Belfast.
Ó Broin va ser elegit a l'Ajuntament de Belfast el 2001, deixant el càrrec el 2004. Va ser l'organitzador nacional d'Ógra Shinn Féin entre el 1995 i 1997. Va ser director d'Afers Europeus del Sinn Féin coordinant l'equip del partit al Parlament Europeu des del 2004 fins al 2007. És membre de l’òrgan de govern del Sinn Féin i articulista habitual al diari republicà An Phoblacht. Va fer campanya contra el Tractat de Lisboa i va intervenir al Fóram Náisiúnta um an Eoraip en nom del Sinn Féin.
Com a escriptor, el seu primer llibre, Matxinada. Basque Nationalism and Radical Basque Youth Movements, es va publicar en anglès el 2004 i en castellà el 2005. El seu segon llibre, Sinn Féin and the Politics of Left Republicanism, va ser publicat per Pluto Press el 2009. Ó Broin és també editor de Left Republican Review.
D'ençà el 2020, Ó Broin és el portaveu de Sinn Féin sobre Habitatge, un paper en el qual és considerat un expert en polítiques públiques. El maig de 2019 va publicar el llibre titulat Home: Why Public Housing is the Answer, que tracta específicament el tema de l'habitatge a Irlanda. L'habitatge va ser un dels temes clau a les eleccions al Dáil Éireann de 2020.